# Carel Jan Emilius van Bylandt
Carel Jan Emilius graaf van Bylandt ('s-Gravenhage, 8 januari 1840 - Wassenaar, 18 juli 1902) was een Nederlands politicus.
Van Bylandt was een conservatief-liberaal Tweede Kamerlid. Hij was lid van de familie van Bylandt en zoon van Commissaris des Konings, staatsraad en Eerste Kamervoorzitter E.J.A. van Bylandt. Hij was werkzaam bij de Raad van State en vervolgens gemeenteraadslid in Den Haag en ambtenaar op Buitenlandse Zaken. Daarnaast was hij achttien jaar gedeputeerde van Zuid-Holland. Als afgevaardigde voor het district Gouda hield hij zich vooral bezig met onderwijszaken.
Uit zijn huwelijk met Sophie Alexandrine van der Staal van Piershil (1849-1891) werd geboren:
- M.A.O.C. gravin van Bylandt (Den Haag, 7 april 1874 - Den Haag, 9 augustus 1968). Zij was de grondlegster van de M.A.O.C. Gravin van Bylandt Stichting
- Charlotte Eugénie Roline van Bylandt (1875-1879)

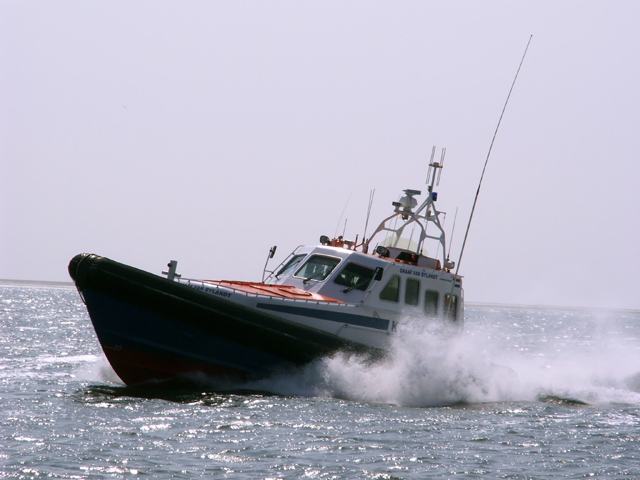
de Graaf van Bylandt van de KNRM is naar hem vernoemd.
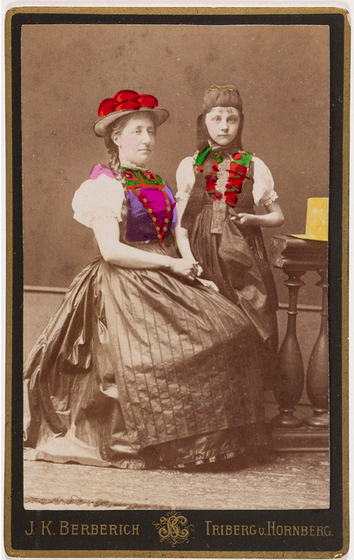
Sophie Alexandrine van der Staal van Piershil en Marie Alexandrine Otheiline Caroline van Bylandt
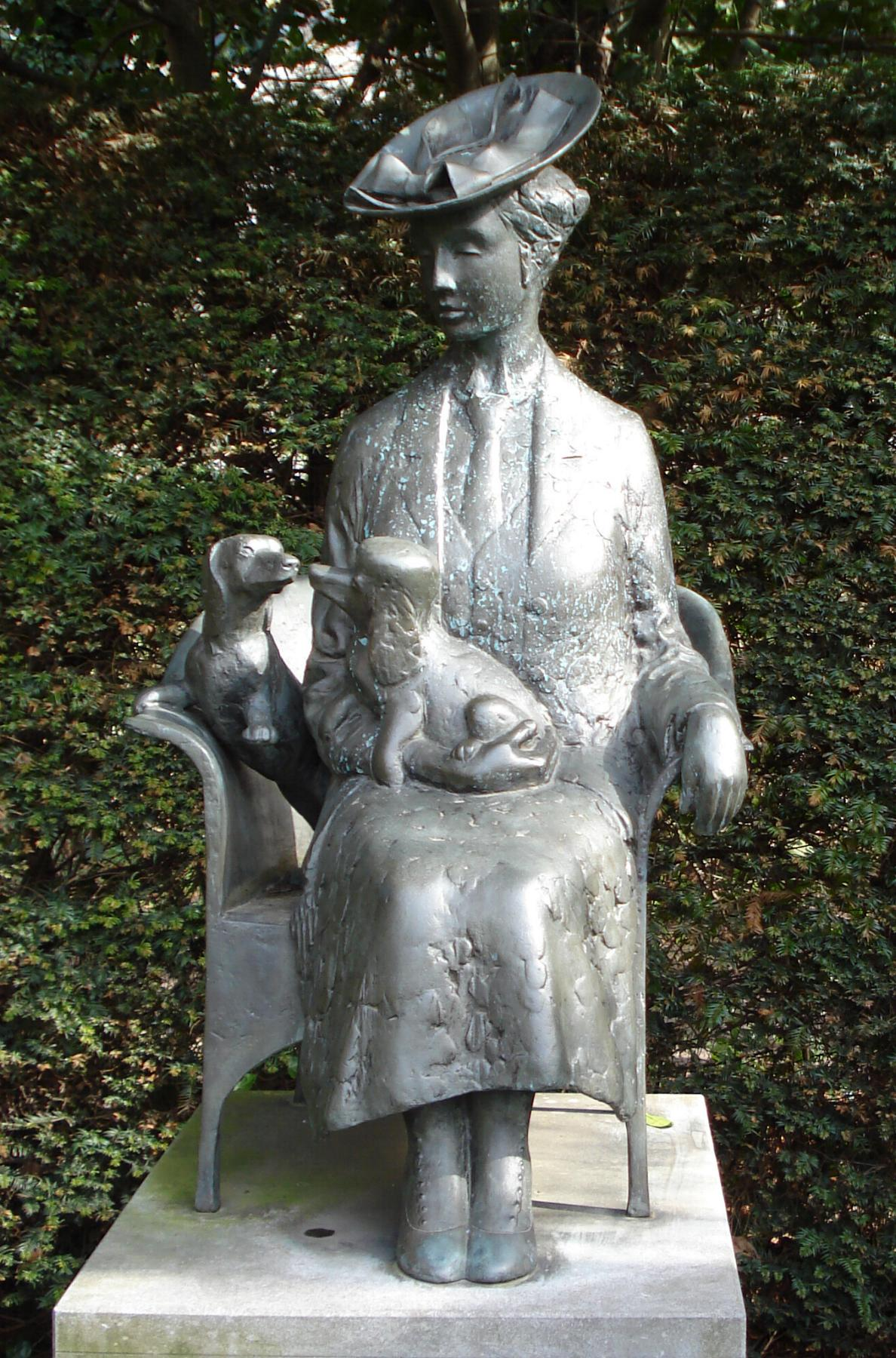
Kunstwerk van Evert den Hartog afbeeldend M.A.O.C. van Bylandt

- Biografisch Portaal: 63194739
- Digitale Bibliotheek voor de Nederlandse Letteren: byla008
- International Standard Name Identifier: 0000 0003 9747 7114
- Nederlandse Thesaurus van Auteursnamen: 069119384
- Parlement.com: vg09lkz08ay3
- Système universitaire de documentation: 192062786
- Virtual International Authority File: 22508948
- WorldCat: E39PBJpv3VTQQq8yDhmB7GQjG3